# Abdul Rahman Al-Zaid
Abdul Rahman Al-Zaid (àrab: عبد الرحمن الزيد, ʿAbd ar-Raḥmān az-Zayd) (Riad, 11 de gener de 1959) és un àrbitre de futbol saudita retirat. És conegut per haver supervisat dos partits durant la Copa del Món de la FIFA de 1998 a França.